# Iljinia
Iljinia là chi thực vật có hoa trong họ Amaranthaceae.